# Piper Ferguson
Piper Ferguson (* ?) je americká fotografka, specializující se na fotografování hudebníků.

## Životopis
Vyrůstala ve městě Petaluma v Kalifornii a od dětství se zajímala o výtvarnou stránku hudebních nosičů a plakátů. Později žila v San Franciscu a nakonec se usadila v Los Angeles, kde spolu s kamarádkou Shalyce Benfellovou založila noční klub Café Bleu. Tam začala na fotoaparát Pentax fotografovat vystupující kapely. V roce 1998 natofila kalendář pro rozhlasovou stanici KROQ a v následujícím roce se její fotografie objevily v prvním velkém časopisu, Spin. Později začala natáčet videoklipy například pro Merle Haggarda, Mirandu Lee Richardsovou a Alkaline Trio.
V roce 2023 vydala knihu Indie/Seen: The Indie Rock Photography of Piper Ferguson, obsahující více než 350 fotografií například Johna Calea, Jamese Murphyho, At the Drive-In, The Strokes a Underworld. Předmluvu ke knize napsal anglický hudebník Johnny Marr.